# ムカゴニンジン属
ムカゴニンジン属（ムカゴニンジンぞく、学名：Sium）はセリ科の属の一つ。ヌマゼリ属ともいう。

## 特徴
水生植物で多年草。葉は単羽状複葉で縁に鋸歯がある。花は白色で、複散形花序につき、萼歯片は小さいか、または無い。分果に脈状の隆条があり、油管がある。分果柄は分枝しない。
世界に約15種知られ、日本には3種ある。
スキレット (Sium sisarum) は根に甘味があり、ヨーロッパではローマ帝国時代から広く食用にされてきた。

## 日本に分布する種
- ムカゴニンジン Sium ninsi L. -北海道、本州、四国、九州、朝鮮、中国に分布する。
- タニミツバ Sium serra (Franch. et Sav.) Kitag. -北海道、本州中部以北に分布する。
- ヌマゼリ Sium suave Walter var. nipponicum (Maxim.) H.Hara -北海道、本州、四国、九州、朝鮮、中国東北部に分布する。絶滅危惧II類(VU)。
  - トウヌマゼリ Sium suave Walter var. suave -ヌマゼリの基本種で、北海道、本州と北半球に広く分布する。
  - ヒロハヌマゼリ Sium suave Walter var. ovatum (Yatabe) H.Hara